# Anedhella rectiradiata
Anedhella rectiradiata är en fjärilsart som beskrevs av George Francis Hampson 1902. Anedhella rectiradiata ingår i släktet Anedhella och familjen nattflyn. Inga underarter finns listade i Catalogue of Life.